# Dagmara Mirowska-Guzel
Dagmara Maria Mirowska-Guzel (ur. 15 marca 1974 w Łodzi) – polska farmakolog, neurolog, profesor nauk medycznych.

## Wykształcenie
Ukończyła Liceum im. Kazimierza Jagiellończyka w Sieradzu. Jest absolwentką Wydziału Lekarskiego Akademii Medycznej w Łodzi. W 2002 roku obroniła pracę doktorską w Akademii Medycznej w Warszawie (obecnie Warszawski Uniwersytet Medyczny), siedem lat później uzyskała stopień doktora habilitowanego nauk medycznych, w 2014 roku tytuł profesora. Jest specjalistą neurologiem i farmakologiem klinicznym.

## Kariera zawodowa
Od roku 2000 zatrudniona jest w Katedrze i Zakładzie Farmakologii Doświadczalnej i Klinicznej Warszawskiego Uniwersytetu Medycznego, od 2013 r. kieruje Katedrą i Zakładem. W latach 2002 oraz 2005-2006 przebywała na stypendium naukowym Europejskiego Towarzystwa Neurologicznego oraz Europejskiej Federacji Towarzystw Neurologicznych w Instytucie Psychiatrycznym Maxa-Plancka w Monachium. W latach 2013–2018 była konsultantem wojewódzkim w dziedzinie farmakologii klinicznej w województwie mazowieckim. Od roku 2019 jest członkiem Interdyscyplinarnego Zespołu doradczego do spraw finansowania międzynarodowej współpracy naukowej przy Ministrze Edukacji i Nauki. W latach 2020–2023 była przewodniczącą Komitetu Terapii i Nauk o Leku Polskiej Akademii Nauk oraz przewodniczącą Wydziału V Nauk Lekarskich Towarzystwa Naukowego Warszawskiego (TNW). W latach 2012–214 oraz od roku 2016 jest członkiem zarządu Towarzystwa Naukowego Warszawskiego, a od 14 listopada 2023 r. jest jego prezesem. Jest także prezesem elektem Polskiego Towarzystwa Farmakologii Klinicznej i Terapii. Ponadto jest członkiem zarządu Polskiego Towarzystwa Farmakologicznego oraz Sekcji Stwardnienia Rozsianego i Neuroimmunologii Polskiego Towarzystwa Neurologicznego (kadencja 2021-2024). W roku 2023 została wybrana na wiceprezesa Towarzystwa Lekarskiego Warszawskiego. Rok wcześniej została powołana jako ekspert do Komisji Ewaluacji Nauki do oceny osiągnięć w ramach ewaluacji jakości działalności naukowej Ministerstwa Edukacji i Nauki, a w roku 2023 jako ekspert Zespołu ds. Świadczeń z Funduszu Kompensacyjnego Badań Klinicznych przy Rzeczniku Praw Pacjenta. Od roku 2020 wchodzi w skład Zespołu Języka Medycznego (obecnie Zespołu Języka w Medycynie) Rady Języka Polskiego przy Prezydium Polskiej Akademii Nauk. Jest członkiem rady naukowej Polskiego Towarzystwa Bezpiecznej Farmakoterapii, przewodniczącą zespołu ekspertów ds. akredytacji do prowadzenia specjalizacji w dziedzinie farmakologii klinicznej, członkiem zespołu ds. opracowania programu specjalizacji w dziedzinie farmakologii klinicznej, jak również członkiem komisji przeprowadzającej egzamin specjalizacyjny w tej dziedzinie.
Od 2024 r. jest pełnomocnikiem Rektora ds. równego traktowania w Warszawskim Uniwersytecie Medycznym.

## Nauka
Jej zainteresowania naukowe wiążą się z farmakoterapią chorób autoimmunologicznych ośrodkowego układu nerwowego, ze szczególnym uwzględnieniem stwardnienia rozsianego. Od 2016 roku należy do grona ekspertów tworzących i publikujących polskie rekomendacje diagnostyki i leczenia tej choroby. Była zaangażowana w badania mające na celu określenie zmian w charakterystyce demograficznej i klinicznej chorych na stwardnienie rozsiane na przestrzeni trzydziestu lat w odniesieniu do zmieniających się kryteriów diagnostycznych choroby. Nurt działań naukowych obejmuje również badanie zmian neuroprzekaźnictwa w ośrodkowym układzie nerwowym oraz zachowania zwierząt w modelach doświadczalnych pod wpływem leków i innych substancji, w tym pochodzenia roślinnego o potencjale terapeutycznym. Pozwala to uzupełniać informację na temat ośrodkowych mechanizmów działania, w tym także wyjaśniać mechanizmy wybranych działań niepożądanych. Zakres wspomnianej aktywności naukowej jest bezpośrednio związany z zainteresowaniem tematyką bezpieczeństwa farmakoterapii, zarówno w obszarze przedklinicznym, jak i klinicznym, ze szczególnym uwzględnieniem badań porejestracyjnych.
Od 2021 r. jest redaktorem naczelnym czasopisma poświęconemu stwardnieniu rozsianemu „MS Report”, a od 2016 r. jest redaktorem naczelnym uczelnianego czasopisma „Medycyna Dydaktyka Wychowanie”.

## Nagrody i odznaczenia
2024 – Brązowy Krzyż Zasługi